# Von Dellwig
von Dellwig är en tysk uradlig ätt, stammande från slottet Dellwich i Westfalen. En medlem av ätten flyttade på 1400-talet till östersjöprovinserna, där ätten sedan kommit att representeras av en mängd släktgrenar. Till en av dessa hörde de tre bröderna Carl Gustaf von Dellwig, generalmajor och stupad vid Fredriksten 1716, Bernhard Reinhold von Dellwig (1679-1746), överste, friherre 1720 som ätt nummer 176 och överflyttad till Estland 1723 samt Bernt Wilhelm von Dellwig (1686-1741), överste naturaliserad svensk adelsman på riddarhuset på nummer 1771. Hans adliga ätt utslocknade 1834.
Den friherrliga grenen lever vidare i östersjöprovinerna och skriver namnet von Delwig. Sångaren Ilmari Florell von Delwig, vars farmor tillhörde denna ätt, adopterades 1923 av en kvinnlig medlem av ätten och bär genom ett tyskt domstolsutslag 1924 titeln baron von Delwig.
Från en farbror till ovannämnda bröderna stammar en i Sverige fortlevande ointroducerad ätt von Delwig. Från en annan farbror stammar en rysk släktgren, till vilken Anton Delvig hörde.

## Personer med namnet
- Hans Henrik von Dellwig (1693–1758), svensk arméofficer och vice landshövding
- Henrik von Delwig (1620–1696), svensk arméofficer
- Johan Winrich von Delwig (död 1716), svensk arméofficer
- Bernhard Reinhold von Delwig (1679–1745), svensk kavalleriofficer
- Anton Delvig (1798–1831), rysk lyriker
- Ilmari Florell von Delwig (1880–1945), finländsk-svensk sångare och sångpedagog